# Ambasciata di Francia in Italia
L'ambasciata di Francia in Italia è la rappresentanza diplomatica della Repubblica francese presso il Regno d'Italia prima e la Repubblica italiana poi. Essa ha la sua sede a Roma, in piazza Farnese, ove occupa Palazzo Farnese. Dal 2012 l'ambasciata francese in Italia cura anche i rapporti diplomatici della Francia con la Repubblica di San Marino. Palazzo Farnese è inoltre anche sede della résidence dell'Ambasciatore e dell'École française de Rome (la scuola di storia e archeologia francese di Roma). Il Consolato di Francia si trova invece al n.ro civico 251 di via Giulia, dietro lo stesso Palazzo Farnese.

## Storia
Nel 1874 la Francia ottenne Palazzo Farnese in affitto da Francesco II ultimo re, in esilio, delle Due Sicilie, e v'installò l'ambasciata. In precedenza, nei secoli XVII e XVIII, alcuni ambasciatori dei re di Francia presso lo Stato Pontificio vi risiedettero a più riprese.
Divenuta Roma capitale d'Italia, il diplomatico francese Emmanuel de Noailles, primo ambasciatore francese presso il nuovo regno, si mise alla ricerca di una residenza consona alla sua ambasciata. L'affare venne concluso rapidamente con il proprietario, il re in esilio Francesco II delle Due Sicilie.
Nel  1911 il palazzo venne acquistato dal Governo francese per 3,4 milioni di franchi. Il Governo italiano riacquistò l'edificio nel 1936, concedendolo immediatamente in locazione a quello francese per una durata di 99 anni ad un affitto simbolico di una lira. Reciprocamente, alle stesse condizioni, la Francia ha concesso in locazione all'Italia l'Hôtel de La Rochefoucauld-Doudeauville a Parigi, nel VII arrondissement, al n.ro civico 47 di rue de Varenne, per insediare l'Ambasciata italiana in Francia.

## Ambasciatori di Francia presso il Regno di Sardegna
Presso il Regno di Sardegna, a Torino:
- 1820-18?? : Frédéric-Séraphin de La Tour du Pin
- 1830-1836 : Prosper Brugière de Barante

## Ambasciatori di Francia in Italia

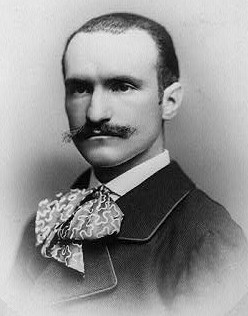
Il marchese di Noailles, primo ambasciatore di Francia nel Regno d'Italia

Ambasciatori di Francia a Roma:
| Da   | a         | Ambasciatore                          |
| ---- | --------- | ------------------------------------- |
| 1875 | 1882      | Emmanuel Henri Victurnien de Noailles |
| 1882 | 1886      | Albert Decrais                        |
| 1886 | 1888      | Comte de Moüy                         |
| 1888 | 1890      | Jean-Baptiste Mariani                 |
| 1890 | 1897      | Albert Billot                         |
| 1897 | 1924      | Camille Barrère                       |
| 1924 | 1927      | René Besnard                          |
| 1927 | 1932      | Maurice Delarue Caron de Beaumarchais |
| 1933 | 1933      | Henry de Jouvenel                     |
| 1933 | 1936      | Conte Charles de Chambrun             |
| 1936 | 1938      | Camille Blondel                       |
| 1938 | 1940      | André François-Poncet                 |
| 1944 | 1946      | Maurice Couve de Murville             |
| 1946 | 1946      | Alexandre Parodi                      |
| 1946 | 1947      | Georges Balaÿ                         |
| 1947 | 1957      | Jacques Fouques-Duparc                |
| 1957 | 1962      | Gaston Palewski                       |
| 1962 | 1967      | Armand Bérard                         |
| 1967 | 1972      | Étienne Burin des Roziers             |
| 1972 | 1975      | Charles Lucet                         |
| 1975 | 1981      | François Puaux                        |
| 1981 | 1982      | Jacques Senard                        |
| 1982 | 1984      | Gilles Martinet                       |
| 1984 | 1988      | Jacques Andréani                      |
| 1988 | 1991      | Gilbert Pérol                         |
| 1991 | 1993      | Philippe Cuvillier                    |
| 1993 | 1995      | Jean-Louis Lucet                      |
| 1995 | 1998      | Jean-Bernard Mérimée                  |
| 1998 | 2002      | Jacques Blot                          |
| 2002 | 2005      | Loïc Hennekinne                       |
| 2005 | 2007      | Yves Aubin de La Messuzière           |
| 2007 | 2011      | Jean-Marc de La Sablière              |
| 2011 | 2014      | Alain Le Roy                          |
| 2014 | 2017      | Catherine Colonna                     |
| 2017 | 2023      | Christian Masset                      |
| 2023 | in carica | Martin Briens                         |